# François Perrier
Francois Perrier (Valleraugue, 18 d'abril de 1835 - Montpeller, 20 de febrer de 1888) va ser un militar i geodèsic francès.
Pertanyia a una família descendents d'hugonots. Després de completar els seus estudis al Lycée de Nîmes i al Collège Sainte-Barbe, entrà a l'École Polytechnique el 1853.
Va ser tinent el 1857, capità el 1860, major de cavalleria el 1874, tinent-coronel el 1879 i general de brigada, un any abans de morir.
Després d'algunes publicacions sobre l'enllaç trigonomètric de França i Anglaterra, el 1861, i sobre la triangulació i anivellament de Còrsega, el 1865, va ser director del servei geodèsic de l'exèrcit francès, el 1879. L'any 1880 va ser enviat delegat a la Conferència de Berlín, per establir els límit de la nova frontera entre Grècia i Turquia. El gener del mateix any va ser elegit membre de l'Académie des Sciences, succeint a M. De Tessan.
Va ser enviat a Florida el 1882, amb la finalitat d'observar el trànsit de Venus.
El seu cognom apareix inscrit a la Torre Eiffel.